# Anastasio Bustamante
Anastasio Bustamante y Oseguera (Jiquilpan, 27 juli 1780 - San Miguel de Allende, 6 februari 1853) was een conservatief Mexicaans politicus en militair. Hij was driemaal president van Mexico.
Tijdens de Mexicaanse Onafhankelijkheidsoorlog vocht hij aan de zijde van de Spanjaarden, maar tegen het eind van de oorlog liep hij over naar de rebellen. Hij werd in 1829 vicepresident onder Vicente Guerrero. De twee konden politiek gezien niet met elkaar overweg, en toen Bustamante buitengewone bevoegdheden werd toegekend om een ophanden zijnde Spaanse interventie af te slaan maakte hij daar gebruik van door zelf de macht te grijpen. Met Lucas Alamán voerde hij een nieuw centralistisch systeem in. Hij onderdrukte Guerrero en diens aanhangers in de zg. Oorlog van het Zuiden, waarbij Guerrero om het leven kwam. De liberalen schilderden Bustamante af als een machtswellustige monarch en moordenaar van een nationale held. Antonio López de Santa Anna sloot zich bij hen aan, en ze slaagden erin Bustamante te verjagen.
Een economische crisis en een dreiging van oorlog met de V.S. zorgde voor een hernieuwde roep om een sterk leiderschap, zodat Bustamante in 1837 president werd van de nieuwe Mexicaanse Republiek (voorheen heette het land Verenigde Mexicaanse Staten). Bustamante slaagde er niet in de crisis te bezweren, integendeel: zuidelijke staten poogden zich af te scheiden en in 1838 brak de gebakoorlog met Frankrijk uit. Hij slaagde erin een opstand in de hoofdstad van aanhangers van Valentín Gómez Farías neer te slaan, maar in 1841 werd hij uiteindelijk toch gedwongen af te treden.